# Zemplénagárd, Borsod-Abaúj-Zemplén
Zemplénagárd este un sat în districtul Cigánd, județul Borsod-Abaúj-Zemplén, Ungaria, având o populație de 878 de locuitori (2011). 

## Demografie
Componența etnică a satului Zemplénagárd
     Maghiari (88,13%)
     Romi (11,87%)
Componența confesională a satului Zemplénagárd
     Reformați (28,36%)
     Greco-catolici (20,5%)
     Fără religie (13,21%)
     Romano-catolici (10,82%)
     Necunoscută (27,11%)
     Alte religii (1,25%)
Conform recensământului din 2011, satul Zemplénagárd avea 878 de locuitori. Din punct de vedere etnic, majoritatea locuitorilor (88,13%) erau maghiari, cu o minoritate de romi (11,87%). Nu există o religie majoritară, locuitorii fiind reformați (28,36%), greco-catolici (20,5%), persoane fără religie (13,21%) și romano-catolici (10,82%). Pentru 27,11% din locuitori nu este cunoscută apartenența confesională.